# Amphiodia cyclaspis
Amphiodia cyclaspis is een slangster uit de familie Amphiuridae.
De wetenschappelijke naam van de soort werd in 1935 gepubliceerd door Alexander Michailovitsch Djakonov.